# Orimarga (Orimarga) joana
Orimarga (Orimarga) joana is een tweevleugelige uit de familie steltmuggen (Limoniidae). De soort komt voor in het Australaziatisch gebied.